# La Fiancée d'Abydos
Pour les articles homonymes, voir La Fiancée d'Abydos (homonymie).
La Fiancée d'Abydos est une peinture d'Eugène Delacroix de 1843 - 1849, conservée au musée du Louvre.

## Description
Le tableau La Fiancée d'Abydos se nomme aussi Selim et Zuleika, du nom des personnages du poème de Lord Byron, The Bride of Abydos. Ce poème a été écrit après que l'auteur eut traversé le détroit des Dardanelles à la nage entre Abydos et Sestos pour imiter le personnage de la mythologie grecque, Léandre, qui traversait le détroit la nuit pour aller retrouver sa bien-aimée Héro prêtresse d'Aphrodite à Sestos.
Une version antérieure à 1849, sensiblement différente, est conservée quant à elle au musée des Beaux-Arts de Lyon.